# Itaperuna
Itaperuna er en kommune i den brasilianske delstat Rio de Janeiro. Den har et areal på 1.105,3km2, og i 2010 havde den en befolkning på 95.841. 

## Historie
Kommunen blev Grundlagt i 1889, efter at være blevet skilt fra kommunen Campos dos Goytacazes. Dens nuværende borgmester er Cláudio Cerqueira Bastos (PSDB).

## Beliggenhed
Itaperuna ligger 230km kilometer fra delstatens hovedstad Rio de Janeiro. Dens tilgrænsende byer er:
- Bom Jesus do Itabapoana – nord, nordøst og øst
- Campos dos Goytacazes – øst
- Italva – øst og sydøst
- Cambuci – syd
- São José de Ubá – syd
- Miracema – sydvest
- Laje do Muriaé – vest
- Patrocínio de Muriaé – nordvest
- Eugenópolis – nordvest
- Antônio Prado de Minas – nordvest